# Pantà de Sant Ponç
Pantà de Sant Ponç är en reservoar i Spanien.   Den ligger i provinsen Província de Lleida och regionen Katalonien, i den östra delen av landet, 500 km öster om huvudstaden Madrid. Pantà de Sant Ponç ligger 523 meter över havet. Arean är 0,78 kvadratkilometer. Trakten runt Pantà de Sant Ponç består till största delen av jordbruksmark. Den sträcker sig 2,4 kilometer i nord-sydlig riktning, och 1,4 kilometer i öst-västlig riktning.